# Silimaewali
Silimaewali is een bestuurslaag in het regentschap Nias Selatan van de provincie Noord-Sumatra, Indonesië. Silimaewali telt 802 inwoners (volkstelling 2010).